# Meteugoa venochrea
Meteugoa venochrea là một loài bướm đêm thuộc phân họ Arctiinae, họ Erebidae.